# Gualtiero De Angelis
Gualtiero De Angelis (Roma, 22 novembre 1899 – Roma, 6 giugno 1980) è stato un attore e doppiatore italiano.

## Biografia
Padre di Manlio, Enrico e Paola De Angelis e nonno di Vittorio e Eleonora De Angelis e di Massimiliano Virgilii, è stato attore ma soprattutto uno dei maggiori doppiatori italiani dagli anni trenta fino agli anni settanta, colonna portante della Cooperativa Doppiatori Cinematografici (CDC).
Con la sua voce dal timbro unico e caratteristico, ha doppiato i più celebri attori americani, tra i quali Cary Grant, James Stewart, Errol Flynn, Dean Martin, John Garfield, George Raft, Richard Conte, Paul Henreid e altri, oltre a diversi attori italiani come Pietro Germi, Vittorio Gassman e Luciano Tajoli.
Nel 1974 è stato protagonista dello sceneggiato Rai Un certo Marconi, nella parte dello scienziato Guglielmo Marconi; sempre nello stesso anno ha collaborato con Rita Pavone, duettando nella canzone Film.
Quale riconoscimento per la sua professionalità è stata istituita una targa intestata al suo nome, che premia quei giovani che si sono distinti nel campo del doppiaggio.
Morì a Roma il 6 giugno 1980 all'età di 80 anni e venne tumulato nel cimitero di Prima Porta.

## Filmografia

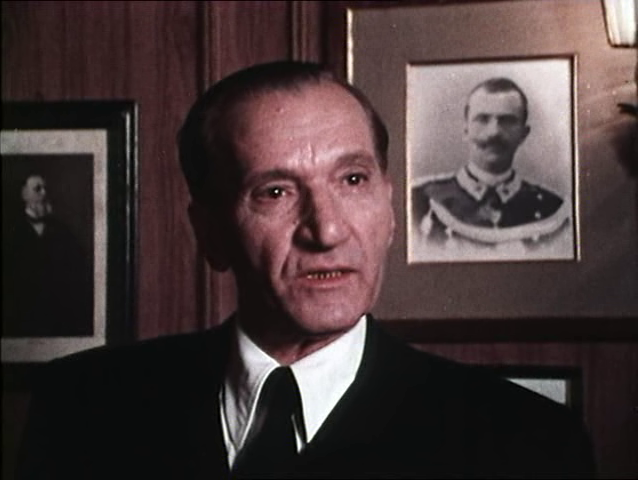
Gualtiero De Angelis nel film televisivo Un certo Marconi (1974)

- Arditi civili, regia di Domenico Gambino (1940)
- Piccolo re, regia di Redo Romagnoli (1940)
- Vento di milioni, regia di Dino Falconi (1940)
- Scarpe grosse, regia di Dino Falconi (1940)
- Il segreto di Villa Paradiso, regia di Domenico Gambino (1940)
- Beatrice Cenci, regia di Guido Brignone (1941)
- Una storia d'amore, regia di Mario Camerini (1942)
- Vortice, regia di Raffaello Matarazzo (1953)
- La grande avventura, regia di Mario Pisu (1954)
- Un certo Marconi, regia di Sandro Bolchi (1974) - film TV

## Prosa radiofonica Eiar
- Microfoni invisibili, commedia di Galar, trasmessa il 27 dicembre 1935

## Varietà radiofonici Rai
- Hollywoodiana, spettacolo di D'Ottavi e Lionello, regia di Riccardo Mantoni (1967).

## Doppiaggio

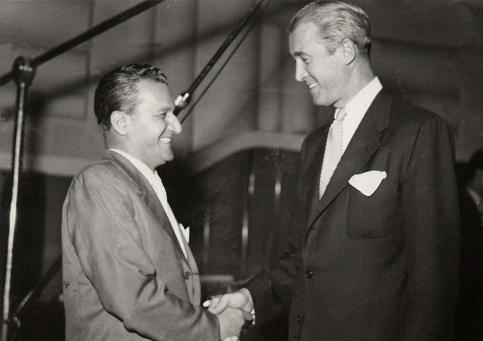
Gualtiero De Angelis incontra James Stewart, di cui è stato il doppiatore ufficiale per quasi tutta la carriera

- James Stewart in L'ultimo gangster, Ritorna l'amore, Questo mondo è meraviglioso, Partita d'azzardo, Bufera mortale, Non è tempo di commedia, Vieni a vivere con me, La vita è meravigliosa, La città magica, Chiamate Nord 777, La strada della felicità, Nodo alla gola, Devi essere felice, Il ritorno del campione, Malesia, Winchester '73, L'amante indiana, La fortuna si diverte, Il viaggio indimenticabile, Il più grande spettacolo del mondo, Là dove scende il fiume, Carabina Williams, Lo sperone nudo, La baia del tuono, La storia di Glenn Miller, Terra lontana, La finestra sul cortile, Aquile nell'infinito, L'uomo di Laramie, L'uomo che sapeva troppo, L'aquila solitaria, Passaggio di notte, La donna che visse due volte, Una strega in paradiso, Anatomia di un omicidio, Sono un agente FBI, Cavalcarono insieme, L'uomo che uccise Liberty Valance, Mister Hobbs va in vacanza, La conquista del West, Prendila è mia, Il grande sentiero, Erasmo il lentigginoso, Shenandoah - La valle dell'onore, Il volo della fenice, Rancho Bravo, Bandolero!, Non stuzzicate i cowboys che dormono, L'uomo dinamite, Il pistolero, Airport '77, Un sacco d'oro

- Cary Grant in Venere bionda (ridoppiaggi 1951 e 1975), La via dell'impossibile, Gunga Din, Non puoi impedirmi d'amare, Le mie due mogli, Quelli della Virginia, La signora del venerdì, Scandalo a Filadelfia, Ho sognato un angelo, Un evaso ha bussato alla porta, Destinazione Tokio, La dama e l'avventuriero, L'ottava meraviglia, Il ribelle, Notte e dì (solo parte recitata), La moglie del vescovo, Notorious - L'amante perduta, Vento di primavera, Ogni ragazza vuol marito, La casa dei nostri sogni, Ero uno sposo di guerra, La rivolta, La gente mormora, Il magnifico scherzo, C'è posto per tutti, Caccia al ladro, Un amore splendido, Baciala per me, Un marito per Cinzia, Indiscreto, Operazione sottoveste, L'erba del vicino è sempre più verde, Il visone sulla pelle, Sciarada, Il gran lupo chiama

- Dean Martin in La mia amica Irma, Irma va a Hollywood, Il sergente di legno, Quel fenomeno di mio figlio, Attente ai marinai!, Il caporale Sam, Il cantante matto, Morti di paura, Occhio alla palla, I figli del secolo, Più vivo che morto, Il circo a tre piste, Il nipote picchiatello, Artisti e modelle, Mezzogiorno di... fifa, Hollywood o morte!, I giovani leoni, Qualcuno verrà, Un dollaro d'onore, Il prezzo del successo, Susanna agenzia squillo, Colpo grosso, Una notte movimentata, Ada Dallas, Tre contro tutti, Astronauti per forza, Come ingannare mio marito, I 4 del Texas, Le 5 mogli dello scapolo, La signora e i suoi mariti, I 4 di Chicago, Texas oltre il fiume, Due stelle nella polvere

- Errol Flynn in La storia del generale Custer, Obiettivo Burma!, L'ostaggio, I pascoli dell'odio, Passi nel buio, Più forte dell'odio, Preferisco mio marito, Il principe di Scozia, Il principe e il povero (ridoppiaggio), Il sole sorgerà ancora, Sul fiume d'argento, Tre giorni di gloria, Il vendicatore nero, Furia d'amare, Le radici del cielo, L'avventuriero di New Orleans, La leggenda di Robin Hood, Il 7º Lancieri carica, L'amore non può attendere, L'avventura impossibile, Il grido del lupo, Gli avventurieri, La bandiera sventola ancora, Capitan Blood (ridoppiaggio), La carica dei seicento (ridoppiaggio), Il conte di Essex, Contro tutte le bandiere, La croce di diamanti, I falsari di Cuba, Le avventure di Don Giovanni, Duello a S. Antonio

- Richard Conte in Il bandito senza nome, Una campana per Adano, Capitano Eddie, I corsari della strada, Jack il bucaniere, Orchidea bianca, Salerno, ora X, Il segreto di una donna, Il 13 non risponde, L'urlo della città, Cordura, La donna del porto, I due forzati, I fratelli Rico, Gardenia blu, La grande sparatoria, La legione del Sahara, Mentre la città dorme, I misteri di Hollywood, La moschea del deserto, Ombre gialle, Piangerò domani, Piena di vita, La polizia bussa alla porta

- George Raft in Se avessi un milione (ridoppiaggio), Anime sul mare, Il falco del nord, Morire all'alba, L'isola degli uomini perduti, Fulminati, Sangue all'alba, Tre figli in gamba, Labbra avvelenate, I morti non parlano, L'amante sconosciuto, Spionaggio atomico, Il giro del mondo in 80 giorni, A qualcuno piace caldo, Scarface - Lo sfregiato, Luce rossa, Banditi senza mitra, Senza scampo, L'idolo delle donne

- John Garfield in Fuori dalla nebbia, Il lupo dei mari, Una luce nell'ombra, Stanotte sorgerà il sole, Il postino suona sempre due volte, Perdutamente, Il passo del carnefice, Ho baciato una stella, Anima e corpo, Golfo del Messico, Ho amato un fuorilegge, Il conquistatore del Messico, Il castello sull'Hudson, Barriera invisibile, Arcipelago in fiamme, Hanno fatto di me un criminale

- Henry Fonda in La nave matta di Mister Roberts, Squadra omicidi, sparate a vista!, Il segno della legge, Il richiamo del nord, Il vendicatore di Jess il bandito, Il massacro di Fort Apache, Il ladro, Jess il bandito, La disperata notte, Alba fatale, La più grande avventura, Passione di amazzoni, Il sentiero del pino solitario (ridoppiaggio)

- Gary Merrill in Cielo di fuoco, Eva contro Eva, Le rane del mare, La fossa dei peccati, I dannati, Assassinio premeditato, Il meraviglioso paese, Notte di perdizione, Una sposa insoddisfatta, Telefonata a tre mogli

- Richard Egan in Brigata di fuoco, I cacciatori, Femmina ribelle, Fratelli rivali, I gladiatori, Il re della prateria, Sabato tragico, Le sette città d'oro, Il treno del ritorno
- Ettore Manni in La tratta delle bianche, Fratelli d'Italia, I tre corsari, Cavalleria rusticana, La lupa, Siluri umani, Bella non piangere, Poveri ma belli, Ursus, il terrore dei kirghisi
- Barry Sullivan in Violenza, I banditi della città fantasma, Il grande Gatsby, Tutto per tutto, Il bruto e la bella, La marea della morte, L'urlo dell'inseguito, Salva la tua vita!, Tra due amori

- Dana Andrews in La notte del demonio, Colpo di fulmine, I migliori anni della nostra vita, L'alibi era perfetto, La via del tabacco, Il cielo è affollato, Inferno a Madison Avenue, I diamanti che nessuno voleva rubare
- Kirk Douglas in Lo strano amore di Marta Ivers, Chimere, Il giorno della vendetta, I perseguitati, Sabbie rosse, Il tesoro dei Sequoia, Lo zoo di vetro, Le catene della colpa
- Van Heflin in Sorvegliato speciale, Il delfino verde, I tre moschettieri, Atto di violenza, Madame Bovary, I marciapiedi di New York,  Jovanka e le altre, L'ultimo omicidio
- William Holden in Arizona, I cavalieri del cielo, I due del Texas, Bagliore a mezzogiorno, Sessanta lettere d'amore, Pazzia, Non si può continuare ad uccidere, Abbasso mio marito

- Renato Baldini in Persiane chiuse, Luna rossa, La città si difende, La provinciale, Napoli è sempre Napoli, Erode il Grande, Berlino: appuntamento per le spie
- Ray Bolger in Il paradiso delle fanciulle, Rosalie, Bisticci d'amore, La taverna delle stelle, La vita a passo di danza, L'ultima zia di Carlo, Babes in Toyland
- Pierre Cressoy in Per salvarti ho peccato, Melodie immortali, Frine, cortigiana d'Oriente, Giuseppe Verdi, Tradita, L'ombra, Il prezzo della gloria
- Arthur Kennedy in La montagna dei sette falchi, Il temerario, Ore disperate, Il figlio di Giuda, Le avventure di un giovane, I corsari del grande fiume, Ultimatum a Chicago
- George Rigaud in Totò d'Arabia, Cavalca e uccidi, La battaglia d'Inghilterra, Uomo avvisato mezzo ammazzato... parola di Spirito Santo, Tutti i colori del buio, Perché quelle strane gocce di sangue sul corpo di Jennifer?, Anche gli angeli mangiano fagioli

- Gabriele Ferzetti in Core 'ngrato, Inganno, Il sole negli occhi, Annibale, Souvenir d'Italie, Nata di marzo
- John Wayne in Eroi senza patria, Il club del diavolo, La febbre dell'oro nero, Terra nera, L'ultima conquista, Lo squalo tonante

- Rory Calhoun in La figlia dello sceriffo, La dominatrice del destino, Il grande gaucho, La frusta d'argento, La magnifica preda
- Massimo Girotti in La corona di ferro (ruolo di Arminio), Fabiola, Naso di cuoio, Margherita della notte, I cosacchi
- Alan Ladd in Acque profonde, Inferno sotto zero, Orizzonti lontani, Un piede nell'inferno, Il ragazzo sul delfino
- Frank Latimore in La nemica, A fil di spada, Capitan Fantasma, Vestire gli ignudi, La figlia di Mata Hari
- Joel McCrea in Il prigioniero di Amsterdam, Buffalo Bill, Cord il bandito, La via dei giganti, Ritrovarsi
- Dennis Morgan in I fucilieri delle Argonne, In questa nostra vita, La donna del traditore, Femmine bionde, Perdono
- George Nader in I desperados della frontiera, Lo sciopero delle mogli, Congo, L'uomo nell'ombra, La rapina del secolo
- Robert Stack in Falchi in picchiata, Prigionieri del cielo, La casa di bambù, Buongiorno, Miss Dove,  Dono d'amore

- Walter Abel in Gli amori di Susanna, La signora Skeffington, Signorine, non guardate i marinai, Sorelle in armi
- Eddie Albert in Un matrimonio ideale, Accidenti che ragazza!, Agguato nei Caraibi, Missione in Manciuria
- Gene Barry in La città atomica, Nei mari dell'Alaska, La guerra dei mondi, L'avventuriero di Hong Kong
- Whit Bissell in Atomicofollia, Colpevole innocente, Orchidea nera, L'uomo di Alcatraz
- Bruce Cabot in Peccatrici folli, I bandoleros, I comanceros, McLintock!
- Philip Carey in Criminale di turno, La lunga linea grigia, Il suo onore gridava vendetta, L'ultima battaglia del generale Custer
- Richard Carlson in Gli amori di Cristina, Più forte dell'amore, Il mostro magnetico, Ricatto a tre giurati
- Charles Drake in Nebbie, Pelle di bronzo, L'oro maledetto, Un solo grande amore
- Richard Denning in Lo scorpione nero, Vedovo cerca moglie, L'angelo scarlatto, La signora prende il volo
- Franco Fantasia in I cavalieri del diavolo, Il cavaliere dai cento volti, Il duca nero, 7 dollari sul rosso
- Paul Henreid in Sacro e profano, Canto d'amore, Donne... dadi... denaro!, I quattro cavalieri dell'Apocalisse
- Brian Keith in L'urlo dei comanches, Uomini violenti, I segreti di Filadelfia, Il grande rischio
- Walter Matthau in Un volto nella folla, Il kentuckiano, Il cacciatore di indiani, È sbarcato un marinaio
- Cameron Mitchell in La tunica, I banditi di Poker Flat, Carousel, L'ultima freccia
- Lloyd Nolan in I cavalieri del Texas, Un cappello pieno di pioggia, Soli nell'infinito, Qualcosa che scotta

- John Carradine in Ombre rosse (ridoppiaggio), Duello mortale, Gli indomabili
- Dane Clark in L'anima e il volto, La luna sorge, Delitto per procura
- Andrea Checchi in Atto di accusa, Pietà per chi cade, Il terrore dei barbari
- Jim Davis in Il sentiero degli Apaches, La grande carovana, Minnesota
- John Dehner in Scaramouche, Il ladro del re, I canadesi
- Aldo Fiorelli in Antonio di Padova, Cuori sul mare, La regina di Saba
- Leo Genn in Il lutto si addice ad Elettra, La fossa dei serpenti, Moby Dick, la balena bianca
- James Griffith in Terrore a Shanghai, I giustizieri del Kansas, Gunpoint: terra che scotta
- Philippe Hersent in L'angelo bianco, Londra chiama Polo Nord, La trovatella di Pompei
- Geoffrey Keen in L'uomo che vide il suo cadavere, Dottore a spasso, La strada a spirale
- John Lund in La maschera dei Borgia, La duchessa dell'Idaho, La donna che volevano linciare
- Ray Milland in Io non sono una spia, L'ultima riva, Obiettivo Butterfly
- George Murphy in Cinzia, Bastogne, Mercanti di uomini
- Robert Ryan in Eravamo tanto felici, Nozze infrante, Il giorno più lungo
- Ugo Sasso in La casa senza tempo, Ercole l'invincibile, Colorado Charlie
- Massimo Serato in Marechiaro, Febbre di vivere, Il falco d'oro
- Jacques Sernas in Il mulino del Po, Il falco rosso, Il lupo della Sila
- Kent Smith in La scala a chiocciola, La saga dei comanches, Un tipo lunatico
- Shepperd Strudwick in La ribelle del Sud, Giovanna d'Arco, Bill il sanguinario
- Luciano Tajoli in Canzoni per le strade, La pattuglia dell'Amba Alagi, Napoli piange e ride

- Bud Abbott in Gianni e Pinotto contro il dottor Jekyll, Il mistero della piramide
- Don Ameche in L'incendio di Chicago
- James Anderson in Ruby, fiore selvaggio
- Warner Anderson in I senza Dio
- Edward Andrews in Un professore fra le nuvole, Professore a tuttogas
- Harry Andrews in Elena di Troia
- Morris Ankrum in La campana ha suonato
- Robert Arden in Rapporto confidenziale
- Pedro Armendáriz in La croce di fuoco, Uomini e lupi
- Robert Armstrong in King Kong, Il figlio di King Kong
- Jan Arvan in La sfida di Zorro
- Misha Auer in I crociati, L'impareggiabile Godfrey
- Jean-Pierre Aumont in La vendetta del corsaro
- Steve Barclay in Africa sotto i mari, Noi peccatori
- Patrick Barr in Robin Hood e i compagni della foresta
- Hugh Beaumont in La dalia azzurra
- Noah Beery Jr. in ...e l'uomo creò Satana, Selvaggio west
- Harry Belafonte in La fine del mondo
- Richard Benedict in L'asso nella manica
- Robert Beatty in Quel bandito sono io
- Bruce Bennett in Uniti nella vendetta, Uomini coccodrillo
- Turhan Bey in Le mille e una notte
- Edward Binns in La parola ai giurati, Squadra omicidi
- Bernard Blier in Il presidente, Il re dei falsari
- José Bódalo in La grande notte di Ringo
- Humphrey Bogart in La regina d'Africa
- Robert Boon in Il sipario strappato
- Richard Boone in La battaglia di Alamo, Duello nella foresta
- Ernest Borgnine in La trappola del coniglio
- Neville Brand in L'uomo solitario
- Lloyd Bridges in Il mago della pioggia
- Charles Bronson in Un pugno di criminali
- Walter Brooke in Avventura nella fantasia
- Richard Burton in Il giorno più lungo
- Harry Carey Jr. in Sentieri selvaggi
- Timothy Carey in Orizzonti di gloria
- Morris Carnovsky in Solo chi cade può risorgere, Disonorata
- John Carroll in Decisione al tramonto
- Anthony Caruso in I pirati dei sette mari, La regina del Far West
- Jeff Chandler in Drango, Dieci secondi col diavolo
- Minoru Chiaki in I sette samurai (1ª ediz.)
- Colin Clive in La moglie di Frankenstein
- Fred Coby in Okinawa
- Steve Cochran in L'uomo meraviglia
- Ray Collins in Quarto potere
- Gary Cooper in I giganti del mare
- William Cottrell in Giulio Cesare
- Joseph Cotten in La moglie celebre
- Jerome Cowan in Voglio danzare con te
- James Craig in Quando la città dorme
- Cyril Cusack in La polizia ringrazia
- Peter Cushing in La maschera di Frankenstein
- Jacques Dacqmine in Michele Strogoff
- Félix Dafauce in Il magnifico avventuriero
- Henry Daniell in Margherita Gauthier
- Helmut Dantine in Guerra e pace, La tempesta
- Jean Daurand in Turno di notte
- Arturo de Córdova in Per chi suona la campana
- Don DeFore in La donna di fuoco
- Maurice Denham in Pianura rossa
- Joe De Santis in L'ultima minaccia
- Albert Dekker in La taverna dei sette peccati
- Frank De Kova in La tortura della freccia
- Billy De Wolfe in Tè per due, La storia di Pearl White
- Brad Dexter in La città del piacere
- Gustav Diessl in Nebbie sul mare
- Anton Diffring in Operazione terzo uomo
- Ivan Desny in L'amore segreto di Madeleine
- Lawrence Dobkin in La parete di fango
- George Dolenz in Destino sull'asfalto, La maschera di porpora
- Ludwig Donath in Il grande Caruso, Il verdetto
- Robert Donner in Lo straniero senza nome
- King Donovan in L'invasione degli ultracorpi, La città è salva
- Robert Douglas in Contrabbando a Tangeri
- Roger Duchesne in 7 uomini e una donna
- Howard Duff in Tanganika, Nervi d'acciaio
- Nikolaj Dupak in Il quarantunesimo
- James Ellison in La conquista del West
- Maurice Evans in Il principe guerriero
- David Farrar in Salomone e la regina di Saba, L'avventuriero di Burma
- Frank Faylen in Giorni perduti
- Norman Fell in Contratto per uccidere
- Tom Felleghy in La resa dei conti
- Peter Finch in Desiderio nel sole, La storia di una monaca
- Robert Flemyng in L'orribile segreto del dr. Hichcock
- Karl Fochler in Arsenio Lupin ep. 2x09
- Dick Foran in I quattro cavalieri dell'Oklahoma, Sono colpevole
- Ralph Forbes in Giulietta e Romeo
- Hugh French in Spada nel deserto
- Leo Gordon in La rosa gialla del Texas, Johnny Concho
- Marius Goring in La contessa scalza, Scarpette rosse
- Stewart Granger in Pugni, pupe e pepite
- José Greco in Sombrero
- Richard Greene in I ribelli del porto
- Dabbs Greer in La maschera di cera
- José Guardiola in Malinconico autunno
- Reed Hadley in Il capitano di Castiglia
- Joe Harmon in Monsieur Verdoux
- Rex Harrison in Merletto di mezzanotte
- Douglas Henderson in Tempo di guerra, tempo d'amore
- Charlton Heston in La città nera
- Craig Hill in Tre croci per non morire
- Peter Hobbs in Scusa, me lo presti tuo marito?
- Skip Homeier in Le colline bruciano
- John Howard in Orizzonte perduto, Una donna in gabbia
- Clark Howat in Voi assassini
- Rock Hudson in L'aquila del deserto, I moschettieri dell'aria
- Henry Hull in La città dei ragazzi
- Olivier Hussenot in Sono un sentimentale
- John Ireland in I pirati della Croce del Sud, Sfida all'O.K. Corral
- Daniel Ivernel in Femmina
- Ben Johnson in Rio Bravo
- Van Johnson in Incontro sotto la pioggia, Il fondo della bottiglia
- Al Jolson in Il canto del fiume, La rosa di Washington
- Victor Jory in La città rubata
- Josselin in Il dado è tratto
- John Justin in Carovana verso il Sud
- Mike Kellin in L'inferno è per gli eroi
- Gene Kelly in Facciamo l'amore
- Paul Kelly in La storia del dottor Wassell
- Douglas Kennedy in Straniero in patria
- Patric Knowles in La banda degli angeli
- Will Kuluva in Delitto nella strada
- Hugh Laing in Brigadoon
- Burt Lancaster in L'ultimo Apache
- Gérard Landry in Giovanni dalle Bande Nere
- Paul Langton in Il grande coltello
- John Laurie in L'avventuriero di re Artù
- Christopher Lee in Vittoria amara, Lo sguardo che uccide
- John Le Mesurier in La Pantera Rosa
- Ricardo G. Lilló in Sette ore di fuoco
- Cec Linder in Tecnica di un omicidio
- John Litel in Angeli con la pistola
- Robert Loggia in Lassù qualcuno mi ama
- Michael Lonsdale in C'era una volta un commissario...
- Frank Lovejoy in L'americano, I valorosi
- William Lundigan in Gli amori di Cleopatra
- Ken Lynch in Il buio in cima alle scale
- Jeffrey Lynn in Lettera a tre mogli, Marmittoni al fronte
- Niall MacGinnis in Il principe guerriero
- Fred MacMurray in Le piogge di Ranchipur
- Karl Malden in Difendete la città
- Hugh Marlowe in Il prigioniero della miniera, La signora Parkington
- Alan Marshal in Passione ardente
- E.G. Marshall in I bucanieri, Frenesia del delitto
- Herbert Marshall in L'esperimento del dottor K.
- Jean Martinelli in L'angelica avventuriera - Sole nero
- Victor Mature in Sfida infernale
- Kevin McCarthy in La veglia delle aquile
- Doug McClure in Duello nell'Atlantico
- Darren McGavin in Corte marziale
- Charles McGraw in I ponti di Toko-Ri, I bassifondi del porto
- Rafael Medina in La bella brigata
- Georges Metaxa in Follie d'inverno
- Emile Meyer in Rivolta al blocco 11, Giungla umana
- Keith Michell in La zingara rossa
- James Millican in Squilli al tramonto, Tutto finì alle sei
- Jorge Mistral in La spada e la croce
- Robert Mitchum in Odio implacabile, Il promontorio della paura
- Zia Mohyeddin in Khartoum
- Ricardo Montalbán in Sayonara
- Kenneth More in Titanic latitudine 41 Nord, Affondate la Bismarck!
- Paul Müller in Esecuzione in massa
- Alex Nicol in L'autocolonna rossa
- José Nieto in La principessa di Mendoza, Addio alle armi
- Ramón Novarro in Ecco la felicità!
- Carroll Nye in Via col vento
- Denis O'Dea in Ester e il re, L'isola del tesoro
- Dan O'Herlihy in Macbeth, I figli dei moschettieri
- Dennis O'Keefe in Anche i boia muoiono
- Laurence Olivier in La voce nella tempesta
- David Opatoshu in Il cardinale
- James O'Rear in Forza bruta
- Michael O'Shea in Jack London
- John Payne in El Paso
- Julio Peña in Minnesota Clay
- Paul Picerni in I pirati della metropoli, Virginia, dieci in amore
- Arthur Pierson in Fra Diavolo
- Anton Pointner in Tre ragazze viennesi
- Vincent Price in I dieci comandamenti, Il padrone del mondo
- Ainslie Pryor in L'altalena di velluto rosso
- Anthony Quinn in Il cigno nero, Sangue e arena
- Francisco Rabal in La Gerusalemme liberata
- Basil Rathbone in Il figlio di Frankenstein, La grande notte di Casanova
- Aldo Ray in Pioggia
- Ronald Reagan in La jungla dei temerari
- William Redfield in Anche gli eroi piangono
- Michael Redgrave in Gli eroi di Telemark
- Elliott Reid in Quel certo non so che
- Fernando Rey in I grandi condottieri, Vamos a matar compañeros
- Stanley Ridges in Il sergente York
- Dale Robertson in La città dei fuorilegge, La giostra umana
- Lorenzo Robledo in Per qualche dollaro in più
- Paul Rogers in Il nostro agente all'Avana
- Gilbert Roland in Il giro del mondo in 80 giorni, Una storia del West
- Erik Rolfe in Supremo sacrificio
- Mickey Rooney in Faccia d'angelo
- Hayden Rorke in I filibustieri delle Antille
- Herbert Rudley in Adorabile infedele
- Paco Sanz in Dio perdona... io no!
- Ken Scott in Cinque vie per l'inferno
- Randolph Scott in Seguendo la flotta, La terra dei senza legge
- Zachary Scott in Sherlocko... investigatore sciocco
- Gunnar Sjöberg in Il posto delle fragole
- Henry Silva in Il Cenerentolo
- Abraham Sofaer in Sangue misto
- Douglas Spencer in La spia dei ribelli
- William Squire in Alessandro il Grande
- Rod Steiger in Fronte del porto
- Craig Stevens in Il cavaliere solitario
- Howard St. John in 5 corpi senza testa
- Harold J. Stone in Spartacus
- Liam Sullivan in La spada magica
- Bob Sweeney in Marnie
- Don Taylor in La spada di Robin Hood
- Fritz Tillmann in Il dottor Crippen è vivo!
- Kenneth Tobey in Il mostro dei mari
- Franchot Tone in È arrivato lo sposo
- Les Tremayne in Guadalcanal ora zero, La gang
- Peter van Eyck in Il diabolico dottor Mabuse
- Peter Vaughan in Cane di paglia
- Emmett Vogan in Giorni perduti
- Youssef Wahby in Come rubammo la bomba atomica
- Gregory Walcott in Prima dell'uragano
- Eli Wallach in Gli spostati
- Douglas Walton in Maria di Scozia
- Jack Warden in Da qui all'eternità
- Jack Watson in Tobruk
- Johnny Weissmuller in Tarzan e la compagna, La fuga di Tarzan
- Douglas Wilmer in Vampiri amanti
- Grant Withers in I conquistatori della Sirte
- Robert J. Wilke in I magnifici sette
- Robert Williams in Cento colpi di pistola
- William Windom in Il buio oltre la siepe
- Joseph Wiseman in Pietà per i giusti
- Norman Wooland in Riccardo III
- Keenan Wynn in Il dottor Stranamore
- Carleton Young in Soldati a cavallo, L'ultimo urrà
- James Young in La cosa da un altro mondo
- Robert Young in Incontro a Parigi
- Vladimir Zeldin in Zio Vanja
- Franco Acampora in Faustina
- Corrado Annicelli in Il segreto dello Sparviero Nero
- Ignazio Balsamo in Arrivano i dollari!
- Rik Battaglia in I fidanzati della morte
- Galeazzo Benti in La freccia nel fianco
- Pietro Bigerna in Violette nei capelli, Montecassino
- Luciano Bonanni in L'impiegato
- Andrea Bosic in Amo un assassino
- Renato Bossi in Ogni giorno è domenica
- Mario Brizzolari in Il peccato di Rogelia Sanchez
- Pietro Carloni in Cinque poveri in automobile
- Salvatore Cecere in Il magistrato
- Walter Chiari in Vanità, Quel fantasma di mio marito
- Mario Corte in Monastero di Santa Chiara
- Erno Crisa in Cuori senza frontiere
- Cesare Danova in La figlia del capitano
- Dino Di Luca in Il mercante di schiave
- Giulio Donnini in Non è mai troppo tardi
- Attilio Dottesio in Per una bara piena di dollari
- Vittorio Duse in Il sole sorge ancora
- Mirko Ellis in La roccia incantata, Come svaligiammo la Banca d'Italia
- Alberto Farnese in Porta un bacione a Firenze
- Mario Feliciani in Ulisse
- Enzo Fiermonte in Le due sorelle
- Vittorio Gassman in Anna
- Rino Genovese in Il magistrato
- Fedele Gentile in Nozze di sangue
- Pietro Germi in Il ferroviere
- Beniamino Gigli in Marionette
- Carlo Giustini in Mamma mia, che impressione!
- Tito Gobbi in Musica proibita
- Francesco Grandjacquet in Roma città aperta, Desiderio
- Angelo Francesco Lavagnino in Qualcosa striscia nel buio
- Carlo Lombardi in La principessa del sogno
- Piero Lulli in Romolo e Remo
- Giulio Marchetti in Brevi amori a Palma di Majorca
- Nino Marchetti in Rocambole
- Marcello Mastroianni in Amore e guai...
- Giuliano Montaldo in Achtung! Banditi!
- Vittorio Mottini in L'onorevole Angelina
- Vincenzo Musolino in Il prezzo dell'onore
- Franco Nicotra in Graziella
- Bruno Persa in Torna caro ideal
- Sergio Raimondi in Mi permette, babbo!
- Ermanno Randi in Enrico Caruso, leggenda di una voce, Una madre ritorna
- Walter Rilla in I giorni dell'ira
- Franco Scandurra in Racconti d'estate
- Alberto Sordi in Cuori nella tormenta
- Carlo Tamberlani in L'assedio dell'Alcazar, Guaglione
- Edmondo Tieghi in Operazione Kappa: sparate a vista (suo ultimo doppiaggio)
- Achille Togliani in L'eroe sono io
- Luigi Tosi in Atollo K
- Fausto Tozzi in Nel gorgo del peccato
- Mario Vitale in Domenica d'agosto
- Gesù in La tunica
- Voce narrante in Remi - Le sue avventure, anime del 1979